# Esteri
L'esteri és una unitat de volum corresponent a un metre cúbic en el sistema mètric decimal. El nom fou introduït el 1793 a França, a partir del grec στερεός stereos, "sòlid", com a unitat anàloga al cord emprat als Estats-Units i al Canadà. L'esteri és típicament utilitzat en la indústria de la fusta per a mesurar quantitats grans de llenya o fusta tallada, mentre que el metre cúbic és utilitzat per a la fusta sense tallar. La unitat no és oficial dins del sistema mètric modern (SI).
L'esteri també s'utilitza en contextos fora de la indústria de la fusta. En particular, esteri i kiloesteri s'empren de vegades en hidrologia. El kiloesteri (1000 m3) és una mesura lleugerament més petita que l'acre-peu (≈ 1233 m3), similar a la relació que hi ha entre la tona i la tona curta.